# Gianfranco Fini

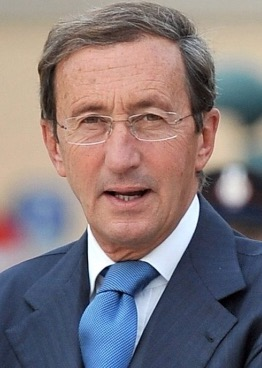
Gianfranco Fini (2016)

Gianfranco Fini (ⓘ; * 3. Januar 1952 in Bologna) ist ein italienischer Politiker. Er war von 2004 bis 2006 italienischer Außenminister und von 2008 bis 2013 Präsident der italienischen Abgeordnetenkammer.
Fini war 1987–1990 und 1991–1995 letzter Vorsitzender der neofaschistischen Partei Movimento Sociale Italiano (MSI), die sich unter seiner Führung schrittweise vom Faschismus distanzierte und 1995 in Alleanza Nazionale (AN) umbenannte. Diese nahm anschließend eine nationalkonservative Ausrichtung an, Fini stand ihr bis 2008 vor. Von 2001 bis 2006 war er stellvertretender Ministerpräsident in den Kabinetten Silvio Berlusconis. Die AN ging 2009 in der Mitte-rechts-Sammelpartei Il Popolo della Libertà (PdL) auf, die Fini jedoch 2010 im Führungsstreit mit Berlusconi verließ. Anschließend gründete Fini die liberal-konservative Partei Futuro e Libertà per l’Italia (FLI), die er bis 2013 führte.

## Jugend und Karriere bei der neofaschistischen MSI

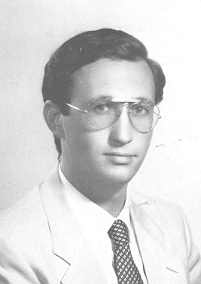
Fini im Jahr 1983

Mit 17 Jahren trat Fini 1969 in die Schüler- und Studentenorganisation Giovane Italia der rechtsextremen MSI ein. Auslöser war laut eigener Angabe, dass eine Gruppe von Kommunisten ihm den Zutritt zum Kino verwehrt hätte, wo „Green Berets“ mit John Wayne gezeigt wurde, eine „Ode“ auf den Vietnamkrieg. Er absolvierte ein Studium der Pädagogik an der Universität La Sapienza in Rom. 1973 wurde Fini Leiter des römischen Provinzverbands der MSI-Jugendorganisation Fronte della Gioventù (FdG), 1977 wurde er in das Zentralkomitee der MSI gewählt. Im gleichen Jahr bestimmte der Parteivorsitzende Giorgio Almirante ihn zum nationalen Leiter der Parteijugend FdG, die Fini bis 1988 führte. Daneben schrieb er für das Parteiblatt Il Secolo d'Italia sowie die zweiwöchentlich erscheinende Zeitschrift Dissenso der FdG. Als seinen Beruf gibt er daher „Journalist“ an. Fini galt damals als „Kronprinz“ Almirantes, der seinerseits ein Gefolgsmann von Benito Mussolini gewesen war. Bei der Parlamentswahl 1983 wurde Fini erstmals in die Camera dei deputati (Abgeordnetenkammer) des italienischen Parlaments gewählt, der er acht Legislaturperioden lang angehörte.
1987 wurde Fini als Nachfolger Almirantes zum „nationalen Sekretär“ (d. h. Vorsitzenden) der MSI gewählt. Der „römische Gruß“ mit hochgerecktem Arm verlor unter Fini an Bedeutung, und er brachte seine Parteifreunde dazu, die Schwarzhemden im Schrank zu lassen. Es gelang ihm so, die Isolation der neofaschistischen MSI, die jahrzehntelang am äußersten rechten Rand der italienischen Parteienlandschaft – außerhalb des „Verfassungsbogens“ (arco costituzionale) positioniert war, etwas zu lockern. Bereits 1987 lud Ministerpräsident Bettino Craxi von den Sozialisten Fini zu offiziellen Gesprächen der Parteivorsitzenden über eine Verfassungsreform ein. Unter Almirante war die MSI von solchen Runden noch ausgeschlossen worden. Von 1989 bis 1992 war Fini erstmals Mitglied des Europäischen Parlaments. Gegen Finis relativ moderaten Kurs gab es jedoch Widerstand: Im Januar 1990 ersetzte der Parteikongress Fini durch Pino Rauti vom extremen, bewegungsfaschistischen Flügel der MSI. Bereits im Juli 1991 konnte Fini den Parteivorsitz aber zurückgewinnen.

## Alleanza Nazionale und Wandlung zum konservativen Demokraten
Fini und die MSI nutzten den 1992 zu Tage getretenen Korruptionsskandal Tangentopoli, der einen massiven Vertrauensverlust der Bevölkerung zu den bisherigen Regierungsparteien mit sich brachte. Bei der Bürgermeisterwahl in Rom 1993 kam Fini in die Stichwahl, bei der er mit 46,9 % der Stimmen unterlag, was dennoch ein Rekordergebnis für einen Kandidaten des MSI war. Dadurch bestärkt trieb er die Umwandlung der neofaschistischen Partei in die konservative Rechtsbewegung Alleanza Nazionale (AN) voran. Unter dieser Bezeichnung trat die Partei zu den Parlamentswahlen 1994 an. Sie kam auf ein Rekordergebnis von 13,5 % – mehr als doppelt so viel wie die MSI je zuvor bekommen hatte – und wurde damit drittstärkste Kraft. Anschließend war sie als Juniorpartner von Silvio Berlusconis Forza Italia erstmals an der italienischen Regierung beteiligt (Kabinett Berlusconi I), Fini selbst übernahm jedoch zunächst kein Regierungsamt. Bei der Europawahl 1994 wurde Fini erneut ins Europäische Parlament gewählt, dem er bis 2001 angehörte. Dort war Fini bis 1999 fraktionslos, dann Mitglied der nationalkonservativen, EU-skeptischen Fraktion Union für das Europa der Nationen (UEN). Er gehörte 1994–1999 dem Ausschuss für Recht und Bürgerrechte an, dann dem Ausschuss für Umweltfragen, Volksgesundheit und Verbraucherpolitik, außerdem war er ab 1999 Delegierter für die Beziehungen zu Israel.
Auf dem Parteitag in Fiuggi im Januar 1995 setzte er die endgültige Umbenennung der MSI in Alleanza Nazionale und damit den äußerlichen Bruch mit dem historischen Faschismus durch. Dieser Vorgang wird in Presse und Politikwissenschaft als svolta di Fiuggi („Wende von Fiuggi“) bezeichnet – analog zur „Wende von Bolognina“, mit der sich die italienischen Kommunisten 1989–91 zu „Linksdemokraten“ wandelten. Der Flügel Pino Rautis, der dies nicht akzeptieren wollte, verließ daraufhin die Partei und gründete die Fiamma Tricolore, die sich weiterhin offen zum Faschismus bekennt. Antisemitismus und offene Faschismus-Nostalgie waren in der Alleanza Nazionale seitdem offiziell tabu, auch wenn sie an der Basis tatsächlich noch weit verbreitet waren. Noch 1994 bezeichnete Fini Benito Mussolini als „größten Staatsmann des Jahrhunderts“. Einige Jahre später wollte er als Italiens Außenminister davon nichts mehr wissen: „Mussolini hat ein autoritäres Regime ermöglicht. Ich würde heute das, was ich damals gesagt habe, nicht mehr sagen. In der Tat habe ich es nicht mehr gesagt.“

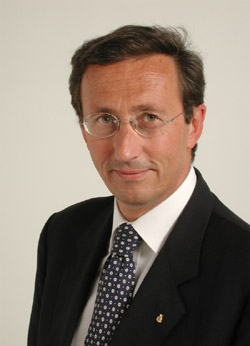
Gianfranco Fini 2001

Das neue Image der Partei war demokratisch, konservativ und national. Fini nannte sich selbst „Postfaschist und Demokrat“ und bemühte sich um Öffnung zur Mitte. Die meisten Italiener fanden laut Umfrageergebnissen Finis Wandel vom Neofaschisten zum demokratischen Rechtskonservativen glaubhaft, von Sozialdemokraten und Kommunisten wurde er weiterhin heftig kritisiert. Bei den Parlamentswahlen 1996 erzielte die AN 15,7 %, was auch mit dem Vakuum auf der Rechten seit dem Zusammenbruch der traditionsreichen Democrazia Cristiana 1993 zu tun hat, das von Berlusconis Forza Italia nicht vollständig gefüllt werden konnte. Bei den Parlamentswahlen 2001 erhielt die AN 12 % der Stimmen. Das Ende der Isolation der Nationalisten zeigte auch die Regierungsbeteiligung in der Regierung Berlusconi ab 2001, die im Ausland weit weniger kritisiert wurde als noch im Jahr zuvor die ÖVP-FPÖ-Koalition (Bundesregierung Schüssel I) in Österreich, welche sogar Sanktionen der Europäischen Union nach sich gezogen hatte.
Das ehemalige Konzentrationslager Auschwitz besuchte Fini 1999.
Als italienischer Außenminister reiste er im November 2003 nach Israel und besuchte dort die Holocaust-Gedenkstätte Yad Vashem in Jerusalem. Bei diesem Anlass nannte er den Faschismus einen „Teil der Epoche des absoluten Bösen“ und klagte über mangelnden Widerstand der Italiener gegen die „schändlichen Rassengesetze“: „Angesichts des Schreckens der Shoa, des Holocaust, fühlt man zutiefst die Verpflichtung, die Erinnerung wachzuhalten und alles dafür zu tun, in Zukunft zu verhindern, dass auch nur einem einzigen Menschen das widerfährt, was der Nazismus dem gesamten jüdischen Volk angetan hat“. Der israelische Ministerpräsident Ariel Scharon nannte Fini einen „guten und freundlichen Anführer“. Einigen Parteifreunden war das zu viel, etwa der Enkelin des „Duce“, Alessandra Mussolini, die Fini „einen Politiker ohne Herz und Seele“ nannte. Alessandra Mussolini und viele weitere Mitglieder machten Fini den Vorwurf, mehr von Karriereambitionen getrieben zu werden als von Überzeugungen, und verließen die Partei. Die von Mussolini begründete Alternativa Sociale sammelte neben der Fiamma Tricolore den „harten Kern“ der ehemaligen MSI (mit Stimmenanteilen bei der Europawahl 2004 von 1,2 bzw. 0,7 %).
Vor allem jüngere AN-Mitglieder begrüßten jedoch Finis öffentlich inszenierten Bruch mit der Vergangenheit, während ältere Mitglieder wie Mirko Tremaglia die faschistische Vergangenheit nicht gänzlich verurteilen wollten. In den von ihnen regierten Kommunen werden Straßen nach Größen des faschistischen Regimes benannt und es werden Tagungen finanziert, die dem Faschismus endlich „historische Gerechtigkeit“ widerfahren lassen sollen. Zwischen Faschismus und Antifaschismus gebe es noch eine dritte Option, „A-Faschismus“ (afascismo) genannt. Angesichts des bevorstehenden Zusammenschlusses der AN mit der Forza Italia spalteten sich 2007 erneut einige Mitglieder unter Führung von Francesco Storace ab und gründeten die Partei La Destra.
Seine politischen Gegner überraschte der wortgewandte und stets adrett gekleidete Fini immer wieder. Etwa als er 2009 das Wahlrecht für Immigranten forderte – ein Vorschlag, der sonst eher von Italiens linken Parteien unterstützt wird. Trotzdem leistete er sich „Ausrutscher“ wie Aussagen über die „italienische“ Küste Kroatiens (siehe auch Italienischer Irredentismus).

## Außenminister in der Regierung Berlusconi
Am 18. November 2004 wurde Fini von Ministerpräsident Silvio Berlusconi zum Außenminister ernannt. Er wurde Nachfolger des in die EU-Kommission berufenen Franco Frattini. Seine Ernennung war weitgehend erwartet worden und markierte Finis bisherigen Höhepunkt in seiner politischen Karriere. Fini war zuvor stellvertretender Regierungschef ohne eigenes Ressort gewesen. Der Posten krönte Finis Wandlung vom selbst ernannten Post-Faschisten zu einem respektierten, mehrheitsfähigen Politiker. Im Gegenzug soll Fini umstrittenen Steuersenkungen zugestimmt haben. Eine Änderung der italienischen Außenpolitik wurde von den Kommentatoren der Medien nicht erwartet. „Wir sind wieder wer!“ war dabei die zentrale Botschaft Finis und Berlusconis an ihr eigenes Volk. Italien orientierte sich außenpolitisch stark an den USA. Im Irak stationierte Italien dementsprechend 3000 Soldaten.
Fini hat als Vertreter Italiens an der europäischen Verfassung mitgearbeitet und damit seinen Ruf als überzeugter Europäer gefestigt. Seine Idealvorstellung sei allerdings ein „Europa der Vaterländer“ im Sinne Charles de Gaulles. Fini brüskierte aber 2003 die EU, indem er ganz im Gegensatz zur offiziellen Außenpolitik der Gemeinschaft den israelischen Mauerbau als „legitimen Selbstverteidigungsakt“ guthieß.
Bei den Parlamentswahlen 2006 trat Fini landesweit als Spitzenkandidat seiner Partei an, die auch mit seinem Namen als Parteisymbol antrat. Fini hat dazu erklärt, dass er Ministerpräsident werden wolle, wenn er eine Stimme mehr erhalte als Silvio Berlusconi, der auch in allen Wahlkreisen als Spitzenkandidat antrat. Die Wahl gewann jedoch die sozialdemokratische Opposition unter Romano Prodi, die AN erhielt 12,3 % der Stimmen.

## Parlamentspräsident und Parteigründer der FLI
Nach dem deutlichen Wahlsieg von Berlusconis neuem Parteienbündnis Il Popolo della Libertà bei den Parlamentswahlen 2008 wurde Gianfranco Fini auf der konstituierenden Sitzung der italienischen Abgeordnetenkammer am 30. April 2008 im vierten Wahlgang mit den Stimmen der neuen Mehrheit (335 von 611 Stimmen) zu deren Präsidenten gewählt.
Obwohl Fini die gleichberechtigte Führung der durch die Fusion der AN mit der Forza Italia im März 2009 entstandenen Partei Il Popolo della Libertà beanspruchte, übernahm er mit Hinweis auf sein überparteiliches Amt des Präsidenten der italienischen Abgeordnetenkammer kein Parteiamt.
Als Ende 2009 das politische Ende des Ministerpräsidenten Silvio Berlusconi möglich erschien, wurden Rufe nach Fini laut. Die Zeit schrieb dazu: „Vieles deutet darauf hin, dass Fini nicht weitere drei Jahre warten will, bis er die Macht in der Partei und im Land übernehmen kann. Er ahnt, dass es dann für ihn und sein Projekt zu spät sein könnte: den Abschied von dem ebenso antidemokratischen wie anachronistischen Führerkult und den Aufbau einer modernen, europäisch ausgerichteten, konservativen Partei.“ Im April 2010 lieferten sich Fini und Berlusconi einen viel beachteten öffentlichen Schlagabtausch, in dem Fini Berlusconi einen autoritären Führungsstil vorgeworfen hatte und mit der Gründung eines eigenen Flügels in der PdL gedroht hatte. Im Folgemonat gründeten die Unterstützer Finis innerhalb der Partei die Gruppierung Generazione Italia unter Führung des Abgeordneten und Fini-Vertrauten Italo Bocchino.
Am 29. Juli 2010 beschloss der Parteivorstand der PdL eine Resolution, die aussagte, dass eine Zusammenarbeit mit Fini nicht mehr möglich sei. Zudem forderte Berlusconi Fini zum Rücktritt vom Amt des Parlamentspräsidenten auf. Als Reaktion gründeten Anhänger Finis am 30. Juli 2010 eine neue Fraktion mit dem Namen Futuro e Libertà per l’Italia (FLI; „Zukunft und Freiheit für Italien“) in der Abgeordnetenkammer (33 Mitglieder) und im Senat (10 Mitglieder), die zwar in der Regierungskoalition bleiben, aber keine Gesetze zum persönlichen Nutzen Berlusconis unterstützen wollte. Dazu gehörten vorwiegend ehemalige Mitglieder der Alleanza Nazionale, aber mit Benedetto Della Vedova auch ein ehemaliges Mitglied der liberalen Radicali Italiani. Im November 2010 zog sich die FLI dann ganz aus der Regierung zurück. Einen Monat später stimmten die FLI-Parlamentarier mehrheitlich für einen Misstrauensantrag der Opposition gegen Berlusconi, der sich jedoch mit knapper Mehrheit im Amt halten konnte. Fini behielt jedoch das Amt des Parlamentspräsidenten (bis zum Ende der Legislaturperiode im März 2013).
Aus den FLI-Fraktionen in Senat und Abgeordnetenkammer entstand eine eigenständige Partei gleichen Namens, deren erster Parteitag im Februar 2011 stattfand. Fini wurde zum Parteivorsitzenden gewählt. Im Vorfeld der Kommunalwahlen im Frühjahr 2011 vereinbarte Finis Partei ein Bündnis mit der Unione di Centro (UdC) Pier Ferdinando Casinis, die das Berlusconi-Lager bereits zuvor verlassen hatte, und der Alleanza per l’Italia (ApI) Francesco Rutellis, die sich von der Partito Democratico (PD) abgespalten hatte. Das Bündnis nannte sich Nuovo Polo per l’Italia und positionierte sich als „dritter Pol“ zwischen Berlusconis Mitte-rechts-Block und dem PD-geführten Mitte-links-Lager. Nach dem Rücktritt Berlusconis als Premierminister und dem Ende des Kabinetts Berlusconi IV im November 2011 unterstützten Fini und seine FLI die Übergangsregierung unter Mario Monti, die aus parteilosen „Technokraten“ bestand. Dazu gehörte der Diplomat Giulio Terzi di Sant’Agata, der auf Vorschlag Finis Außenminister wurde.
Bei den Parlamentswahlen in Italien 2013 unterstützte Fini die Kandidatur von Mario Monti. Mit nur 0,46 % verfehlte seine Partei Futuro e Libertà aber den Einzug in die Abgeordnetenkammer, so dass Fini seinen Parlamentssitz abgeben musste.

## Die Monte-Carlo-Affäre
Im August 2010, nach der Gründung der Fraktion Futuro e Libertà, führten die Mitte-rechts-Zeitungen „Il Giornale“, „Libero“ und „Panorama“ eine scharfe Pressekampagne gegen Fini durch. Im Mittelpunkt der Kampagne stand eine Wohnung in Monte Carlo, die die Alleanza Nazionale von der Gräfin Anna Maria Colleoni geerbt hatte. Die Wohnung wurde 2008 einer Offshore-Gesellschaft mit Sitz auf der Insel St. Lucia durch die Alleanza Nazionale verkauft. Der Verkaufspreis betrug 300.000 Euro. 2010 sei die Wohnung an den Unternehmer Giancarlo Tulliani, den Bruder von Finis Freundin Elisabetta Tulliani, vermietet gewesen.
Am 30. Juli wurde von Francesco Storace, dem Vorsitzenden der Partei La Destra und ehemaligen Mitglied der Alleanza Nazionale, Strafanzeige erstattet. Die Staatsanwaltschaft von Rom eröffnete ein neues Ermittlungsverfahren gegen Unbekannt. Die Zeitungen „Il Giornale“ und „Libero“ behaupteten, Giancarlo Tulliani sei der echte Eigentümer der Wohnung, die Fini im Namen von Alleanza Nazionale zu einem den tatsächlichen Wert deutlich unterschreitenden Preis verkauft habe. Tulliani sei noch der echte Inhaber der Offshore-Gesellschaft, die die Wohnung von der Alleanza Nazionale gekauft habe.
Am 25. September 2010 erklärte Fini in einer Video-Mitteilung: „Falls es sich ergeben sollte, dass die Wohnung in Montecarlo Giancarlo Tulliani gehört, werde ich als Präsident der Abgeordnetenkammer zurücktreten.“
Am 26. Oktober 2010 forderte die Staatsanwaltschaft von Rom die Einstellung des Ermittlungsverfahrens.
Am 27. Januar 2011 kündigte Außenminister Franco Frattini an, die Regierung der Insel St. Lucia hätte offiziell bestätigt, dass Giancarlo Tulliani der Inhaber der Gesellschaft sei, zu der die Wohnung gehörte. Die Staatsanwaltschaft erklärte, der Inhalt der offiziellen Unterlagen, die von der Regierung von St. Lucia nach Italien geschickt worden seien, sei unwichtig für die Ermittlung.
Anfang 2017 wurden die Ermittlungen in dem Fall wieder aufgenommen. Im Januar 2018 leitete die Staatsanwaltschaft Rom einen Prozess wegen Geldwäsche gegen Fini, Tulliani sowie dessen Schwester und Finis Lebensgefährtin Elisabetta Tuliani ein. Für Fini forderte die Staatsanwaltschaft zum Ende des Prozesses eine achtjährige Haftstrafe. Am 30. April 2024 wurde zu einer Haftstrafe von zwei Jahren und acht Monaten aufgrund seiner Rolle bei dem Verkauf verurteilt, dabei jedoch vom Vorwurf der Geldwäsche freigesprochen. Giancarlo Tulliani, der Eigentümer der Offshore-Firma, wurde zu sechs Jahren Haft verurteilt.
Il Giornale berichtete von einem Fernsehproduktionshaus namens Absolute TV Media, das laut der Zeitung zu 51 % der Hausfrau Francesca Frau, der Mutter von Elisabetta Tulliani, gehörte, die nichts mit der Welt des Fernsehens zu tun habe. Das Produktionshaus habe einen Auftrag vom staatlichen Fernsehsender RAI bekommen, durch den es über eine Million Euro verdient habe.

## Familie
In den achtziger Jahren lernte Fini Daniela Di Sotto kennen, die damals mit Sergio Mariani, Freund von Fini und Mitglied seiner Partei verheiratet war. Daniela Di Sotto trennte sich von Mariani und heiratete Fini. 1985 wurde ihre einzige Tochter Giuliana geboren. Fini und seine Frau trennten sich 2007.
Nach der Trennung wurde die Beziehung von Fini und Elisabetta Tulliani (* 1972), ehemalige Lebenspartnerin des Fußballunternehmers Luciano Gaucci, bekannt gemacht. Das Paar hat zwei Töchter: Carolina und Martina.

## Auszeichnungen
- 2002: Großes Goldenes Ehrenzeichen am Bande für Verdienste um die Republik Österreich[38]
- 2005: Ritter des Piusordens[39]
- 2005: Großoffizier des Drei-Sterne-Ordens